# Kaliště
Kaliště (njemački Kalischt) je selo u blizini Humpoleca u pokrajini Vysočina, Češka. Populacija mu je 330 stanovnika.
Ovo selo prvi put je spomenuto 1318. u jednom zapisu, a poznato je po tome što je rodno mjesto skladatelja Gustava Mahlera. 